# Io e mia sorella
Io e mia sorella è un film italiano del 1987 diretto da Carlo Verdone.

## Trama
Carlo suona l'oboe in un'orchestra di musica classica ed è sposato con Serena, violoncellista, bisbetica e pignola. Quando la madre di Carlo è sul punto di morire, questi cerca di mettersi in contatto con la bella sorella Silvia, che senza lavoro fisso, vive da anni lontano da casa, tra la Grecia e l'Ungheria. Silvia però rientra troppo tardi e può solo partecipare al funerale, ma il suo arrivo stravolge la tranquilla e monotona vita di Carlo.
Carlo si deve infatti confrontare con il carattere impetuoso e disordinato della sorella e scopre molte cose di lei che prima ignorava. Apprende della relazione clandestina di Silvia con l'avvocato Sironi, principe del foro milanese, ultrasessantenne pronto a lasciare la famiglia per la ragazza, che invece non lo ama ma voleva essergli "riconoscente" per averla fatta rientrare in Italia in amnistia dopo un'accusa di spaccio di valuta falsa. Come se non bastasse, Carlo viene contattato dall'ambasciata ungherese, che lo informa che la sorella si è sposata a Budapest con Gábor, noto campione di tuffi, dal quale ha avuto un figlio di nome Zoltán.
Carlo e Silvia partono per Budapest, dove scoprono che Gábor è rimasto paralizzato a seguito di un incidente automobilistico e non può occuparsi del figlio, che ha affidato ad un istituto. Silvia cerca di ottenere l'affidamento del bambino ma, a causa dei suoi precedenti penali in Ungheria, le viene revocato. Insieme a Gábor, progetta allora il rapimento del piccolo Zoltán coinvolgendo anche Carlo, che dovrà sedurre Nadia, l’infermiera che custodisce i bambini della casa di accoglienza. Il rapimento riesce e, tornati in Italia col bambino, Silvia sembra aver messo la testa a posto accettando di tornare a vivere con l'avvocato Sironi. Pochi mesi dopo però, Carlo si trova l'avvocato sulla porta di casa, perché Silvia è scappata con un cantante inglese conosciuto a un concerto. A questo punto, Sironi decide di tornare con la famiglia, affidando il piccolo Zoltán (e il cane che aveva comprato per Silvia) allo zio Carlo, che si trova di nuovo coinvolto nei problemi della sorella.
Contattato da Silvia, Carlo parte alla volta di Brighton per portare il bambino alla madre, ma quando arriva nella cittadina inglese scopre che Silvia è stata ferita dalla moglie del cantante con un colpo di pistola e che questi vuole che la donna dichiari alla polizia che si è trattato di un incidente, per non far finire la moglie in galera. Silvia non ci sta e decide di chiudere con gli uomini, pensando solo a Zoltán e all'altro figlio che aspetta, senza sapere chi sia il padre. Carlo ancora una volta si trova costretto ad aiutare la sorella, proponendole di stabilirsi temporaneamente a casa sua. Serena finge di accettare la nuova convivenza con la cognata, ma poi scappa di casa, lasciando Carlo solo a pagare per tutti gli errori di Silvia.

## Produzione
Le riprese sono iniziate il 4 maggio 1987. È il primo film di Verdone a non essere stato girato a Roma, infatti è stato girato oltre che a Spoleto, ambientazione principale, anche in Ungheria e Inghilterra. Oltre alle musiche di Fabio Liberatori, nella colonna sonora è inserita la canzone Loving You Again di Chris Rea, che accompagna i titoli di coda.

## Distribuzione
Il film è uscito nelle sale italiane il 19 dicembre 1987.

## Accoglienza

### Incassi
Il film è stato l'ottavo maggiore incasso nella stagione cinematografica italiana 1987-88 con £ 8.993.924.000.

## Riconoscimenti
- 1988 – David di Donatello
  - Migliore sceneggiatura a Carlo Verdone, Leonardo Benvenuti e Piero De Bernardi
  - Migliore attrice non protagonista a Elena Sofia Ricci
  - Candidatura alla migliore attrice protagonista a Ornella Muti
  - Candidatura al migliore attore protagonista a Carlo Verdone
  - Candidatura al migliore attore non protagonista a Galeazzo Benti
  - Candidatura al miglior fonico in presa diretta a Benito Alchimede

- 1988 – Nastro d'argento
  - Migliore attrice protagonista a Ornella Muti
  - Migliore attrice non protagonista a Elena Sofia Ricci
  - Candidatura al regista del miglior film a Carlo Verdone
  - Candidatura al migliore attore protagonista a Carlo Verdone

- 1988 – Globo d'oro
  - Migliore attrice a Ornella Muti

- 1988 – Ciak d'oro
  - Migliore attrice protagonista a Ornella Muti[4]
  - Migliore attrice non protagonista a Elena Sofia Ricci[4]